# 9 mars
9 mars är den 68:e dagen på året i den gregorianska kalendern (69:e under skottår). Det återstår 297 dagar av året.

## Namnsdagar

### I den svenska almanackan
- Nuvarande – Torbjörn och Torleif
- Föregående i bokstavsordning
  - Ambjörn – Namnet infördes 1901 på 13 september. Där fanns det till 1993, då det flyttades till dagens datum, för att sedan utgå 2001.
  - Fyrtio martyrer – Denna benämning på dagens datum fanns i almanackorna fram till 1901, då den utgick. Den firades till minne av fyrtio kristna martyrer, som av romarna 320 tvingades stå nakna på en frusen damm, tills de hade frusit ihjäl, eftersom de inte ville avsäga sig sin kristna tro.
  - Torben – Namnet infördes på dagens datum 1986, men utgick 1993.
  - Torbjörn – Namnet infördes på dagens datum 1901 och har funnits där sedan dess.
  - Torgun – Namnet följde Torbens mönster, i det att det infördes på dagens datum 1986 och utgick 1993.
  - Torleif – Namnet infördes 1986 på 26 november. 1993 flyttades det till 19 oktober och 2001 till dagens datum.
- Föregående i kronologisk ordning
  - Före 1901 – Fyrtio martyrer
  - 1901–1985 – Torbjörn
  - 1986–1992 – Torbjörn, Torben och Torgun
  - 1993–2000 – Torbjörn och Ambjörn
  - Från 2001 – Torbjörn och Torleif
- Källor
  - Brylla, Eva (red.): Namnlängdsboken, Norstedts ordbok, Stockholm, 2000. ISBN 91-7227-204-X
  - af Klintberg, Bengt: Namnen i almanackan, Norstedts ordbok, Stockholm, 2001. ISBN 91-7227-292-9

### Finlandssvenska almanackan
- Nuvarande från 2025[1] – Edvin, Alvin, Elvin
- I föregående revideringar[a][2]
  - 1929–2009 – Edvin
  - 2010–2024 – Edvin, Alvin

## Händelser
- 1009 – Området Litauen omnämns för första gången, vilket sker i Quedlinburgklostrets annaler. Området är ännu inte kristet; Litauen blir på 1200-talet det sista området i Europa som kristnas.
- 1144 – Sedan Celestinus II har avlidit dagen före väljs Gherardo Caccianemici dal Orso till påve och tar namnet Lucius II.
- 1202 – När den norske kungen Sverre Sigurdsson dör efterträds han som kung av Norge av sin 25-årige son Håkon. Denne dör dock själv 1204, efter knappt två år på tronen, 27 år gammal, och efterträds då av sin fyraårige brorson Guttorm Sigurdsson, som själv dör inom ett halvår.
- 1513 – Sedan Julius II har avlidit den 21 februari väljs Giovanni di Lorenzo de' Medici till påve och tar namnet Leo X. Han utropas till påve två dagar senare.[3]
- 1908 – Några italienare och schweizare grundar en ny fotbollsklubb i Milano. Grundarna har lämnat Milanos cricket- och fotbollsklubb (nuvarande AC Milan), efter att denna klubb har beslutat att endast italienare ska få vara medlemmar i den. För att visa, att den nya klubben är öppen för alla, oavsett ras, religion eller nationalitet, antar man namnet FC Internazionale Milano (i folkmun sedermera känt som Inter).
- 1945 – Amerikanska bombplan inleder ett bombardemang av den japanska huvudstaden Tokyo, vilket varar till dagen därpå. Under den intensiva bombfällningen, som blir en av de värsta i historien, då bland annat en stor mängd brandbomber används, omkommer omkring 100 000 människor.
- 1959 – På den amerikanska internationella leksaksmässan uppvisas leksaken Barbiedocka för första gången. Skaparen Ruth Handler har uppkallat den efter sin dotter Barbara, som har smeknamnet Barbie, och som hon har sett ge sina klippdockor vuxna roller, vid en tid då dockor nästan uteslutande tillverkas för att flickor ska leka med dem som om de vore mödrar till dem och dockorna är deras barn. Handler kan ha fått inspiration till dockans utseende från den tyska Bild Lilli-dockan och idag är Barbie en av världens mest kända dockor.
- 1989 – Den svenske skidåkaren Ingemar Stenmark genomför sin allra sista tävling i alpina världscupen i japanska Shiga Kōgen. I denna tävling, i storslalom, slutar han på fjärde plats, men under sin 14-åriga karriär har han tagit inte färre än 86 världscupsegrar.

## Födda
- 1451 – Amerigo Vespucci, italiensk upptäcktsresande, som har fått Amerika uppkallat efter sig
- 1568 – Aloysius Gonzaga, italiensk jesuit och helgon
- 1734 – Olof Bergklint, svensk skald, präst och kritiker
- 1734 – Marie-Suzanne Giroust, fransk konstnär, gift med den svenske porträttmålaren Alexander Roslin
- 1735 – Torbern Bergman, svensk naturvetare och kemist, vars förnamn är en annan form av namnet Torbjörn, som sedan 1901 har namnsdag denna dag, till hans ära
- 1746 – Carl Wilhelm Carlberg, Göteborgs förste stadsarkitekt
- 1749 – Honoré Gabriel Riqueti de Mirabeau, fransk revolutionspolitiker
- 1758 – Franz Joseph Gall, tysk läkare, grundläggare av frenologin
- 1809 – Bettino Ricasoli, italiensk politiker, Italiens premiärminister 1861–1862 och 1866–1867
- 1849 – Josef Kohler, tysk jurist
- 1857 – Richard von Garbe, tysk sanskritist
- 1860 – Frank B. Gary, amerikansk demokratisk politiker och jurist, senator för South Carolina 1908–1909
- 1865 – Natanael Beskow, svensk predikant, författare, konstnär och rektor
- 1890 – Vjatjeslav Molotov, sovjetisk politiker, Sovjetunionens premiärminister 1930–1941 samt utrikesminister 1939–1949 och 1953–1957
- 1900 – Aimone av Aosta, italiensk prins, titulärkung av Kroatien 1941–1943
- 1910 – Gunnar Wohlfart, svensk neurolog
- 1916 – Elvis Stahr, amerikansk miljöaktivist och politiker
- 1918
  - Stina Sorbon, svensk sångare och skådespelare
  - Mickey Spillane, amerikansk deckarförfattare
- 1923 – Walter Kohn, amerikansk fysiker, mottagare av Nobelpriset i kemi 1998
- 1925 – G. William Miller, amerikansk politiker, chef för amerikanska centralbanken 1978–1979, USA:s finansminister 1979–1981
- 1929
  - Marie Cardinal, fransk författare
  - Desmond Hoyte, guyansk politiker, Guyanas premiärminister 1984–1985 och president 1985–1992
- 1931 – Thore Skogman, svensk kompositör och artist
- 1934
  - Jurij Gagarin, sovjetisk kosmonaut, den första människan i rymden
  - Milan Muškatirović, jugoslavisk vattenpolomålvakt
- 1938 – Barbro Svensson, svensk artist och sångare med artistnamnet Lill-Babs
- 1942 – John Cale, brittisk sångare, gitarrist, basist, pianist, låtskrivare och musikproducent
- 1943
  - Bobby Fischer, amerikansk schackspelare
  - Peter Luckhaus, svensk skådespelare, dramaturg och teaterregissör
- 1945
  - Ulla-Britt Norrman, svensk skådespelare
  - Dennis Rader, amerikansk seriemördare
- 1948 – Per-Olof "Posa" Serenius, svensk isracingförare
- 1949 – Tapani Kansa, finländsk sångare
- 1951 – Mikael Samuelson, svensk sångare, skådespelare och kompositör
- 1953 – Lars Norgren, svensk handbollsspelare
- 1956 – David Willetts, brittisk konservativ politiker, parlamentsledamot 1992–2015, minister för universtetsfrågor 2010–2014
- 1957 – Mona Sahlin, svensk socialdemokratisk politiker, riksdagsledamot 1982–1996 och 2002–2011, Sveriges vice statsminister 1994–1995, Socialdemokraternas partiordförande 2007–2011
- 1959 – Takaaki Kajita, japansk fysiker, mottagare av Nobelpriset i fysik 2015
- 1962 – Pete Wishart, brittisk parlamentsledamot för Scottish National Party 2001–
- 1964 – Juliette Binoche, fransk skådespelare
- 1965 – Vito Fossella, amerikansk republikansk politiker
- 1968 – Annika Lantz, svensk programledare
- 1975 – Lisa Miskovsky, svensk artist
- 1979 – Erik Lundin, svensk skådespelare, regissör och manusförfattare
- 1980 – Matthew Gray Gubler, amerikansk skådespelare
- 1982 – Tobias Hysén, svensk fotbollsspelare
- 1986
  - Paulo Obradović, kroatisk vattenpolospelare
  - Brittany Snow, amerikansk skådespelare
- 1987 – Shad Gregory Mos, amerikansk rappare med artistnamnet Lil' Bow Wow och numera endast Bow Wow
- 1989 – Tae-Yeon Kim, koreansk sångare
- 1990 – Mateusz Prus, polsk fotbollsmålvakt
- 1992 – Cornelia Jakobs, svensk sångerska, vinnare av Melodifestivalen 2022
- 1993 – Suga, sydkoreansk rappare och låtskrivare i bandet BTS
- 2018 – Adrienne, svensk prinsessa, dotter till prinsessan Madeleine och Christopher O'Neill

## Avlidna
- 1202 – Sverre Sigurdsson, omkring 50, kung av Norge sedan 1184
- 1440 – Franciska av Rom, 55, italiensk klostergrundare och helgon
- 1566 – David Rizzio, omkring 32, sekreterare till den skotska drottningen Maria Stuart (mördad)
- 1620 – Aegidius Albertinus, 59, tysk författare
- 1661 – Jules Mazarin, 58, fransk statsman och kardinal
- 1688 – Claude Mellan, 89, fransk gravör och målare
- 1699 – Lars Claesson Fleming, 78, svensk friherre, hovrättspresident, lagman och riksråd
- 1822 – Caleb Hillier Parry, 66, brittisk läkare
- 1846 – Johan Nordenfalk, 49, svensk politiker, Sveriges justitiestatsminister sedan 1844
- 1851 – Hans Christian Ørsted, 73, dansk fysiker och kemist
- 1857 – Domenico Savio, 14, italiensk bekännare och helgon
- 1881 – Karolina Amalia av Augustenborg, 84, Danmarks drottning 1839–1848 (gift med Kristian VIII)
- 1886 – Jerome B. Chaffee, 60, amerikansk republikansk politiker, senator för Colorado 1876–1879
- 1888 – Vilhelm I, 90, kung av Preussen sedan 1861 och Tysklands kejsare sedan 1871
- 1907 – James L. Pugh, 86, amerikansk demokratisk politiker, senator för Alabama 1880–1897
- 1910 – Fredrik von Otter, 76, svensk politiker, friherre och sjömilitär, Sveriges statsminister 1900–1902
- 1918 – Frank Wedekind, 53, tysk författare
- 1925 – Willard Leroy Metcalf, 66, amerikansk impressionistisk målare
- 1936 – Sidney Johnston Catts, 72, amerikansk politiker, guvernör i Florida 1917–1921
- 1946
  - William Wain Prior, 69, dansk generalmajor
  - Tom Terral, 63, amerikansk demokratisk politiker, guvernör i Arkansas 1925–1927
- 1950 – Timothy Evans, 25, brittisk lastbilschaufför som oskyldig blev avrättad för mordet på sin hustru och dotter
- 1952 – Aleksandra Kollontaj, 79, sovjetisk författare och diplomat, Sovjetunionens minister i Stockholm 1930–1945
- 1956 – Anders de Wahl, 87, svensk skådespelare
- 1960 – Richard L. Neuberger, 47, amerikansk demokratisk politiker och journalist, senator för Oregon sedan 1955
- 1968 – Hans-Jürgen Stumpff, 78, tysk flygmilitär
- 1969 – Walter Christaller, 75, tysk geograf och ekonom
- 1971
  - Kyrillos VI, 68, koptisk-ortodox påve och patriark av Alexandria sedan 1959
  - Anthony Berkeley, 77, brittisk deckarförfattare, journalist och kritiker
- 1974 – Earl W. Sutherland, 58, amerikansk fysiolog och farmakolog, mottagare av Nobelpriset i fysiologi eller medicin 1971
- 1979 – Jean Villot, 73, fransk kardinal
- 1980 – Heinz Linge, 66, tysk SS-Sturmbannführer, Hitlers personlige betjänt
- 1981 – Max Delbrück, 74, tysk-amerikansk biolog och biofysiker, mottagare av Nobelpriset i fysiologi eller medicin 1969
- 1983 – Ulf von Euler, 78, svensk farmakolog och fysiolog, mottagare av Nobelpriset i fysiologi eller medicin 1970
- 1985
  - John Chandler Gurney, 88, amerikansk republikansk politiker, senator för South Dakota 1939–1951
  - William E. Jenner, 76, amerikansk republikansk politiker, senator för Indiana 1944–1945 och 1947–1959
- 1988 – Kurt Georg Kiesinger, 83, tysk kristdemokratisk politiker, Västtysklands förbundskansler 1966–1969
- 1989 – Dagmar Gustafson, 93, svensk operasångerska och sångpedagog
- 1991 – Greta Bjerke, 80, svensk sångare och skådespelare
- 1992 – Menachem Begin, 78, israelisk politiker, Israels premiärminister 1977–1983, mottagare av Nobels fredspris 1978
- 1993 – C. Northcote Parkinson, 83, brittisk historiker och författare
- 1994 – Fernando Rey, 76, spansk skådespelare
- 1996 – George Burns, 100, amerikansk skådespelare
- 1997 – Christopher George Latore Wallace, 24, amerikansk rap- och hiphopartist med artistnamnet The Notorious B.I.G. (mördad)
- 2001 – Henry Kälarne, 88, svensk medeldistanslöpare, bragdmedaljör
- 2006
  - John Profumo, 91, brittisk konservativ politiker, Storbritanniens försvarsminister 1960–1963, känd från Profumoaffären
  - Jörgen Westerståhl, 90, svensk statsvetare
  - Erik Elmsäter, 86, svensk friidrottare
- 2007 – Brad Delp, 55, amerikansk musiker och sångare, medlem i rockgruppen Boston
- 2009 – Jonas Eek, 63, svensk journalist
- 2011
  - Bertil "Masen" Karlsson, 73, svensk ishockeyspelare
  - Inge Sørensen, 86, dansk simmare
- 2013
  - Max Jakobson, 89, finländsk journalist, diplomat, politiker och författare
  - Rune Carlsson, 72, svensk jazzmusiker och trumslagare
- 2014 – William Clay Ford, Sr., 88, amerikansk affärsman
- 2015
  - Florence Arthaud, 57, fransk seglare
  - Camille Muffat, 25, fransk olympisk simmare
  - Frei Otto, 89, tysk arkitekt
  - Alexis Vastine, 28, fransk boxare, olympisk medaljör
- 2021 – James Levine, 77, amerikansk dirigent och pianist